# Образование в Красноярске
В истории российского образования принято выделять три этапа:
- до XVIII века — церковно-религиозная педагогика;
- XVIII век — первая половина XIX века — государственная педагогика;
- вторая половина XIX века — начало XX века — общественная педагогика.

Все три этапа прослеживаются в истории образования в Красноярске.

## Латинская школа
В 1759 году в Красноярске была открыта «Латинская школа» для обучения детей духовенства. Учителем стал протопоп соборной Преображения Господня церкви Красноярска Алексей Михайловский. Для школы приобрели дом за 180 рублей. До открытия школы дети духовенства ездили учится в Тобольск. В 1762 году Латинскую школу перевели в Енисейск. В Енисейск вместе со школой передали учебные пособия: 3 псалтыри, 3 часослова, 3 учебника грамматики латинского языка Эм. Альвара.
В 1764 году Латинская школа вновь была открыта в Красноярске. В 1764 году в школе учились 22 ученика. Через некоторое время Латинская школа была преобразована в словено-латинскую. В словено-латинской школе изучали церковную и русскую грамоты, часослов, псалтырь, латинскую грамоту, и учились петь по нотам.
Красноярская словено-латинская школа была закрыта в декабре 1768 года. Ученики стали ездить в Енисейскую русскую школу при Енисейском Спасском монастыре.

## Народное училище
5 августа 1786 года Екатерина II утвердила «Положение о народных училищах». Первое народное училище открылось в Красноярске в 1790 году. Занятия проходили в трапезной Воскресенского собора. Красноярское народное училище считалось самым крупным в Сибири. Из 91 ученика 13 были купеческими детьми, в том числе и три девочки. Через 7 лет училище закрылось (по другим сведениям в 1795 году) из-за недостатка средств.
Второй раз красноярское уездное училище открылось в 1819 году.
При первом губернаторе Енисейской губернии А. П. Степанове в Красноярске действовали кроме уездного училища училище для кантонистов (солдатских детей), в котором насчитывалось до 572 учеников и 20 учителей, училище, принадлежавшее казацкому полку, а также учебные заведения для детей духовенства.
21 мая 1862 года губернатор П. Н. Замятнин обратился к городу с предложением открыть одну или две школы.
В 1863 году в Красноярске жило 8776 человек. В городе работало четыре училища:
- Красноярское уездное училище — 117 учащихся;
- Красноярский приходский класс — 105 учащихся;
- Красноярское духовное училище;
- Владимирский детский приют.

## Начальная школа
Купец 3-й гильдии Матвей Сажин предложил построить за свой счёт дом для школы.
Губернатор П. Н. Замятнин писал в Городскую думу:
«Считаю нужным уведомить Городскую думу, что дом для училища предполагается построить на углу против флигеля, принадлежащего к дому Благородного Собрания, и что место под этот дом нужно длиннику по Острожному переулку 30, поперечнику по Воскресенской улице 12 сажен».

Матвей Сажин построил на углу Воскресенской улицы и Острожного переулка одноэтажный дом. Начальная школа (уездное училище) открылась 17 сентября 1863 года. Школа работала по школьному Уставу 1828 года. Курс обучения — одно-классный. Ученики изучали Закон Божий, чтение, чистописание и арифметику. Содержалась школа на средства города и попечителей.
Здание школы просуществовало до 1907 года, и горожане называли «красненький» домик. К осени 1909 года на месте старого здания для школы построили трёхэтажный каменный дом.

## Красноярская мужская гимназия

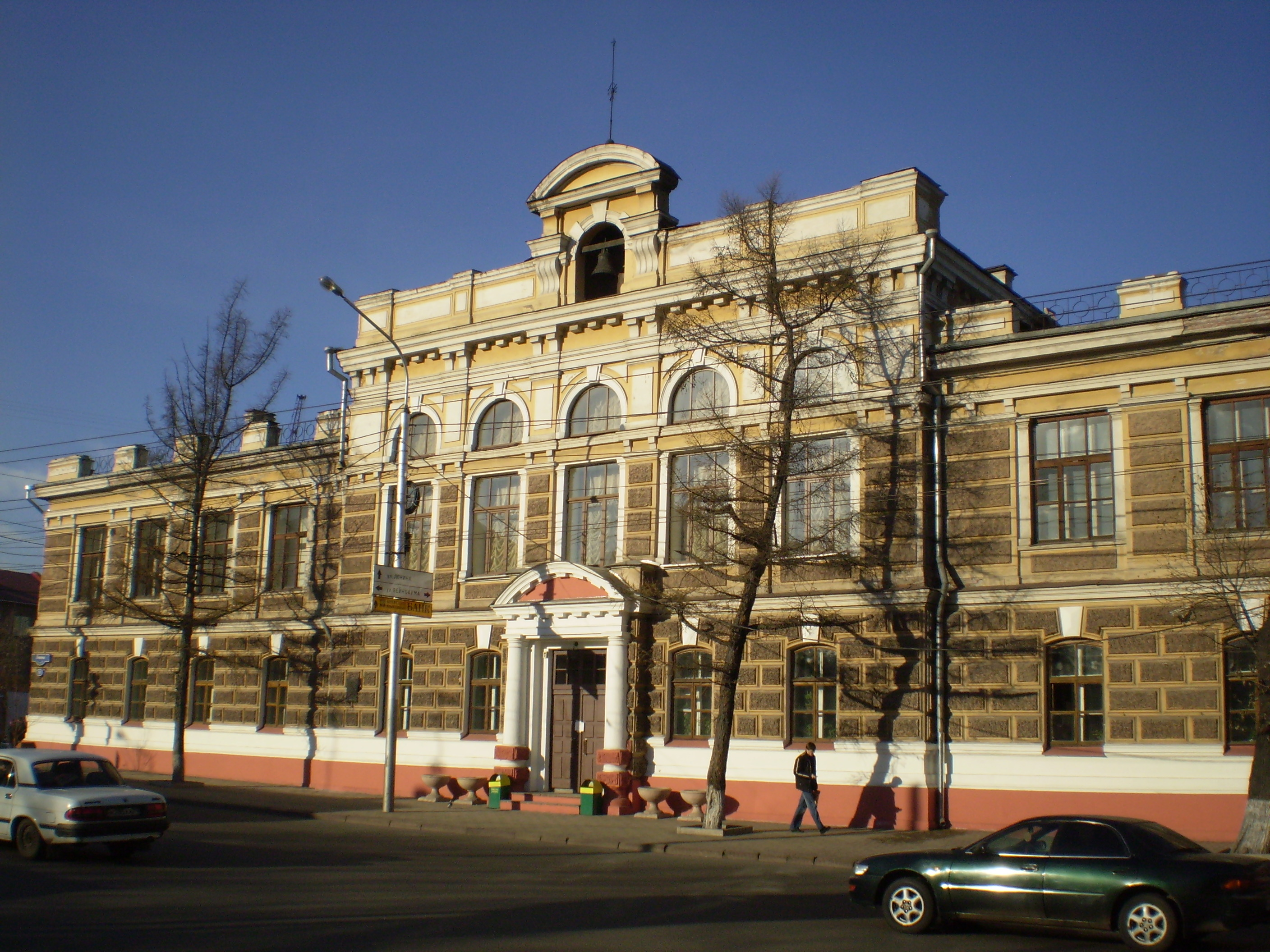
Здание Красноярской мужской гимназии. 1891 год.

Губернатор П. Н. Замятнин также способствовал открытию в Красноярске мужской гимназии. Вдова золотопромышленника Мясникова в 1856 году предложила Министерству народного просвещения передать здание для гимназии. Но государственная мужская классическая гимназия открылась только 1 июля 1868 года. В гимназии не было учителей, библиотеки и учебных пособий. Занятия начались 16 августа 1868 года без учебников. Гимназия была полностью укомплектована учителями только в 1881 году. Преподавание по ряду предметов не велось. Учебные пособия для гимназии и часть книг была приобретена губернатором в Москве. Часть книг была собрана в Красноярске. Купец М. А. Крутовский передал гимназии коллекцию минералов. Из-за отсутствия преподавателей древних языков Красноярская государственная мужская классическая гимназия была переименована в губернскую гимназию.
Первый выпуск гимназии состоялся в 1876 году.
После открытия гимназии предлагалось закрыть уездное училище. Но в училище училось 300 учеников, и по просьбе Временного комитета по устройству гимназии училище не закрыли. Временный комитет по устройству гимназии был создан 16 декабря 1864 года. Комитет собирал пожертвования на устройство гимназии, приобрёл дом для гимназии.
Александр II начал в стране преобразования, в том числе школьную реформу 1864 года. Красноярская гимназия работала по «Уставу гимназий и прогимназий», утверждённому 19 ноября 1864 года.
В начале 1881 года гимназии начались первые в Красноярске публичные чтения.
В ночь с 17 на 18 апреля 1881 года во время городского пожара здание гимназии сгорело. Занятия проходили в здании ремесленного училища Щёголевой. Здание гимназии отремонтировали. Новое здание начали строить 12 июля 1889 года на Благовещенской улице. Строительство завершилось в 1891 году. Деньги на строительство нового здания собирал губернатор И. К. Педашенко.
Проект здания гимназии выполнен архитектором Климовым и частично видоизменён архитектором M. Ю. Арнольдом.

## Красноярская женская гимназия

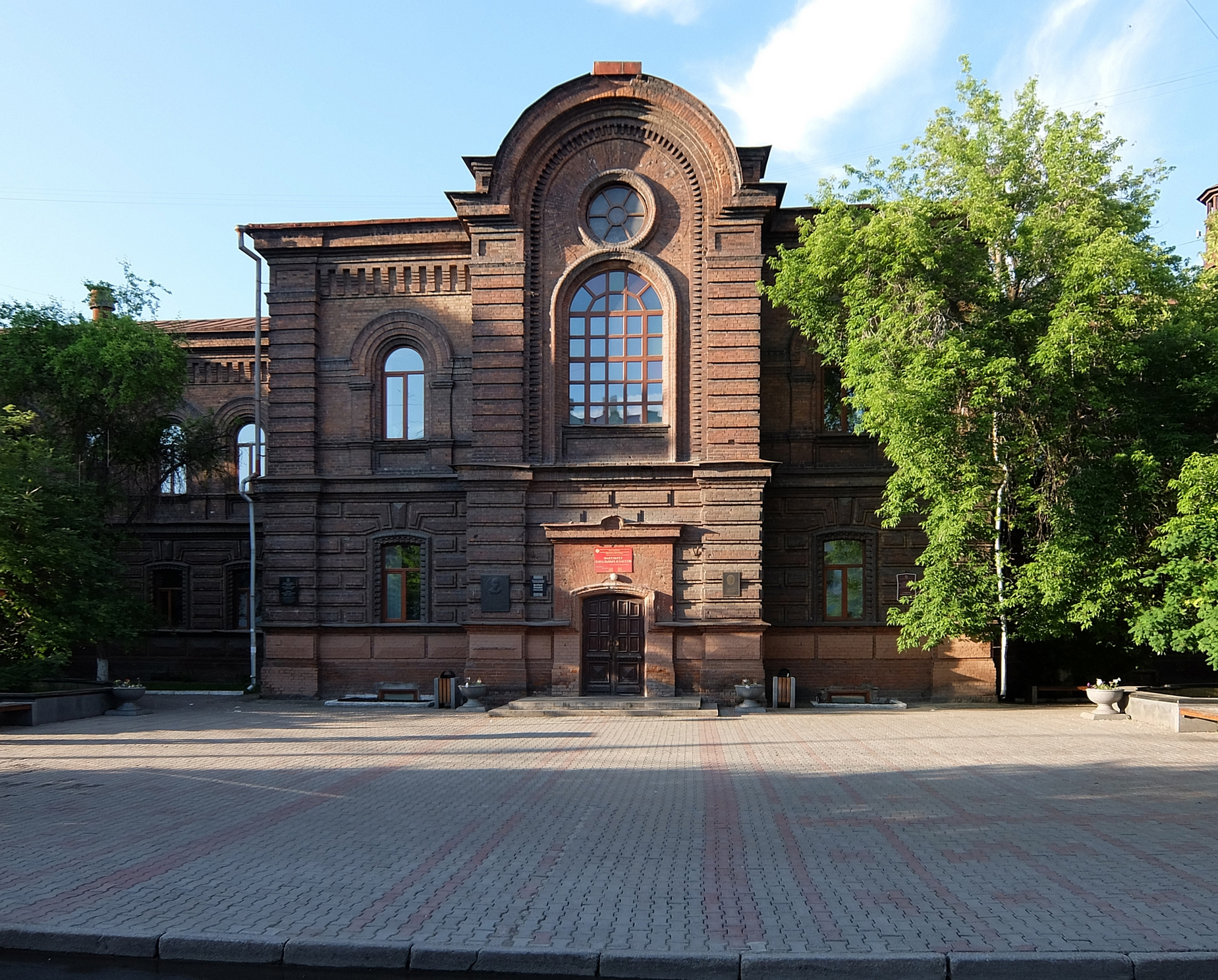
Здание Красноярской женской гимназии.

30 мая 1858 года было утверждено «Положение о женских училищах для приходящих», по которому разрешалось открывать женские учебные заведения как частные, содержимые за счёт пожертвований и взносов местных сословий, обществ и частных лиц.
По инициативе губернатора П. Н. Замятнина был разработан «Проект открытия в Красноярске женского училища второго разряда». Училище открылось 21 августа 1869 года. Потомственный почётный гражданин И. А. Толкачёв из Томска подарил для училища каменный двухэтажный дом на углу Воскресенской улицы (ныне пр. Мира) и Приютского переулка (ныне ул. Парижской коммуны). Училище было 3-х классным. На открытие 4-го класса не хватало средств.
24 мая 1870 года было утверждено «Положение о женских гимназиях и прогимназиях». После выхода Положения попечительский совет училища предложил создать на базе училища гимназию. 27 октября 1870 года генерал-губернатор Восточной Сибири разрешил переименовать женское училище второго разряда в 4-классную прогимназию.
В 1876 году в прогимназии обучалось 128 учениц, а в 1877 году — 163. В 1876 году почётная гражданка Т. И. Щёголева пожертвовала 3000 рублей для открытия ещё трёх классов, и в 1878 году прогимназию переименовали в гимназию.
С увеличением количества классов и учениц к зданию гимназии пристраивали дополнительные помещения, но этого было недостаточно, и появилась необходимость в строительстве нового здания. В 1879 году жена золотопромышленника П. И. Кузнецова — Александра Фёдоровна пожертвовала 12000 рублей на строительство нового здания гимназии. Татьяна Ивановна Щёголева пожертвовала 4000 рублей. 7 апреля 1881 года началось строительство по проекту архитектора С. В. Нюхалова. 18 апреля во время городского пожара старое здание гимназии сгорело, «в том числе всё движимое имущество гимназии». Гимназия временно разместилась в зданиях уездного и первого народного училищ.
Строительство нового здания возобновилось в мае 1883 года по Воскресенской улице (ныне пр. Мира, 83). Стоимость проекта возросла до 65 тысяч рублей. Руководил строительством архитектор М. Ю. Арнольд. Строительство завершилось в 1885 году.
В 1887 году в гимназии открылся 8-й класс. Выпускницы 8-го класса получали звание «Домашняя наставница». В гимназии была своя библиотека и физический кабинет.
Два раза в год в гимназии проводилась литературно-музыкальные вечера. Сборы от вечеров шли на содержание бедных учениц.
В гимназии были учреждены две стипендии: имени Т. И. Щёголевой и имени губернатора Енисейской губернии А. Д. Лохвицкого, который пожертвовал для этого 4100 рублей.
26 октября 1907 года при женской гимназии было создано общество вспоможения. В первый год работы общества были освобождены от платы за учение 46 девочек.
В начале XX века здание гимназии было увеличено. В 1912 году в гимназии училось 815 человек.

## Другие учебные заведения

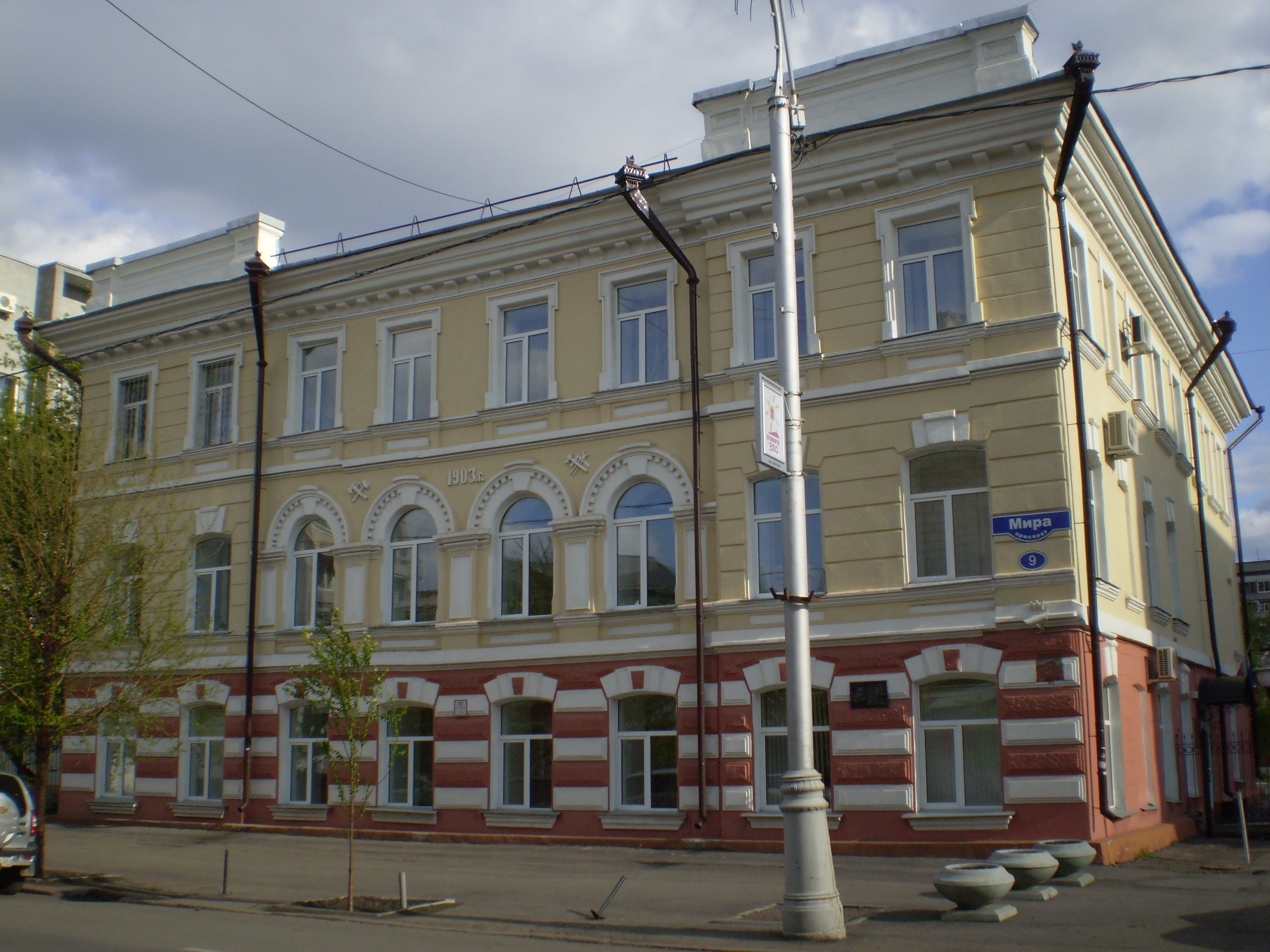
Здание Ремесленного училища Т. И. Щёголевой.

4 ноября 1873 года в Красноярске открылась учительская семинария. В течение 20 лет семинарией руководил И. Т. Савенков.
18 июня 1874 года открыто двухклассное ремесленное училище имени Т. И. Щёголевой. Для училища выделили трёхэтажное кирпичное здание (в настоящее время пр. Мира, 9). До 1908 года училище было двухклассным, а с 1908 году — четырёхклассным. Обучали ремёслам: сапожному и башмачному, кузнечному и слесарному, токарному и резному, столярно-плотницкому и переплётному. В 1915 году училище училось 100 человек.
В 1884 году открыто духовное училище.
14 ноября 1884 года в Красноярске создано Общество попечения о начальном образовании (существовало до 1919 года). 25 лет Обществом руководит Н. А. Шепетковский. Для открытия второй школы в Красноярске Общество в 1886 году провело несколько благотворительных спектаклей. В 1894 году Общество учредило «Книжный склад Общества попечения о начальном образовании». Книжный склад обеспечивал учебниками и учебными пособиями городские и сельские школы. Общество также открыло первую воскресную школу, в которой в основном учились девочки. Общество содержало 6 начальных училищ, организовало и содержало воскресные школы, музей, книжный склад, 2 библиотеки-читальни, детскую площадку, летнюю колонию для беднейших учеников.
В 1889 году по предложению В. М. Крутовского в Красноярске открылась бесплатная женская фельдшерская школа.
Первая воскресная школа в Красноярске открылась 14 октября 1889 года. Школа предназначалась для женщин. 26 октября 1892 года Общество попечения о начальном образовании открыло воскресную школу для мужчин. В августе 1911 года, в память 50-летия освобождения крестьян от крепостной зависимости, постановлением городской думы была открыта 3-я воскресная школа. Своих помещений школы не имели и размещались в наёмных помещениях. В школах преподавали Закон Божий, русский язык (чтение и письмо), арифметику. Обучение было бесплатным.

Здание бывшей Красноярской духовной семинарии сегодня (июль 2012 года). Вид с ул. Горького, 2

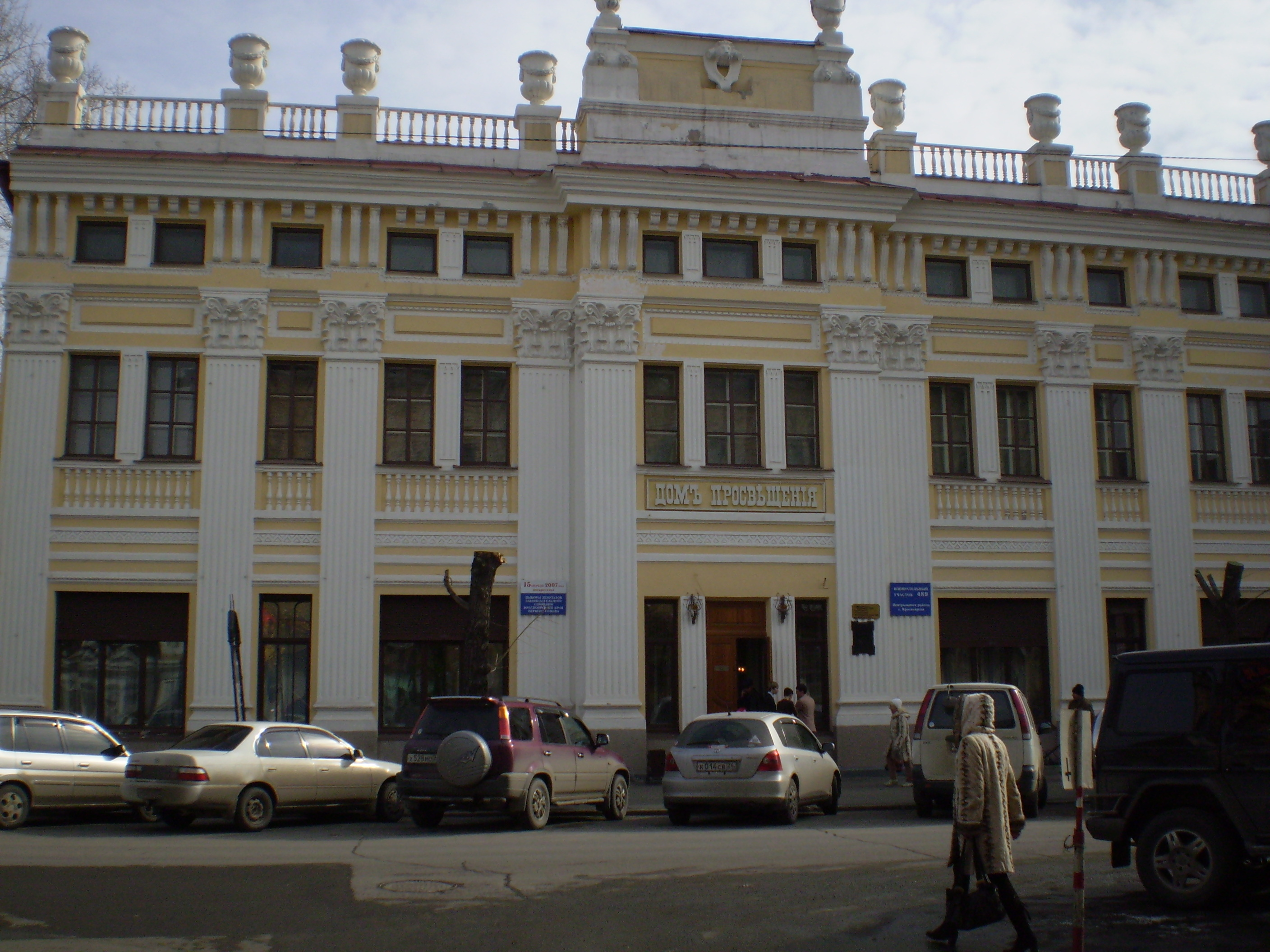
Дом просвещения. Архитектор С. Г. Дриженко. Открылся 30 января 1915 г.

В 1892 году в Красноярске работали 13 начальных школ, в них обучалось 590 учеников. 180 учеников учились в школах Общества попечения о начальном образовании.
В 1895 году в Красноярске создана Красноярская духовная семинария.
2 января 1898 года М. В. Красножёнова учредила Подвижной педагогический музей. Педагогический передвижной музей выдавал наглядные пособия городским и сельским школам.
16 августа 1904 года открылось еврейское двухклассное училище при синагоге. Обучение ведётся на русском языке, а вместо христианского Закона Божия преподаётся еврейский. В сентябре 1904 года открылась школа для изучающих почтово-телеграфное дело.
В 1909 году по требованию Переселенческой организации Сибири открылось Землемерное училище. Училище находилось в ведении Министерства юстиции.
27 января 1910 года в Красноярске открылась первая в Сибири рисовальная школа с четырёхлетним сроком обучения. 10 марта 1910 года енисейский губернатор Я. Д. Бологовский назначил Л. А. Чернышёва заведующим-преподавателем, а Д. И. Каратанова преподавателем Красноярской городской рисовальной школы. Занятия в рисовальной школе проходили с утра в фойе Народного дома. В школе учились 42 ученика. Золотопромышленник А. А. Саввиных учредил две стипендии. В рисовальной школе изучали анатомию, черчение, историю искусств, живопись, рисование с гипса.
Красноярск стал первым из сибирских городов, где было введено всеобщее образование. Начиная с 1908 года город не отказывал детям, желающим поступить в школу.
6 августа 1913 года началось строительство Дома просвещения для Общества попечения о начальном образовании. К этому времени Общество имело: подвижной музей, две библиотеки-читальни, книжный склад с филиалом, три воскресных школы и арендовало помещения для своих других учреждений. 30 января 1915 года состоялось торжественное открытие Дома просвещения. В новый Дом переехали библиотека-читальня, музей, Рисовальная школа, склад учебных пособий. В Доме был зал для чтения лекций и демонстрации кинофильмов.
Население города значительно выросло, Красноярская мужская гимназия оказалась перегруженной и 1 июля 1914 года в Красноярске было открыто реальное училище.
В начале XX века в Красноярске работали 23 начальных, 2 железнодорожных училища, 2 воскресных школы — мужская и женская, женская акушерско-фельдшерская школа, четырёхклассное училище для девочек во Владимирском детском приюте, несколько церковно-приходских школ, еврейская, магометанская и польская школы, епархиальное училище, учительская семинария.

## После революции

### Внедрение всеобщего начального обучения
В течение нескольких месяцев, последовавших за Октябрьской революцией, была проведена реформа начального образования: руководящие функции были переданы вновь организованному Губернскому Отделу Народного Образования (ГубОНО), в сфере которого оказалась вся территория Енисейской губернии.
Плата за обучение была отменена, частные школы — упразднены; образование стало полностью светским, совместным для обоего пола и лишенным сословного деления. В соответствии с конституцией РСФСР, стали приниматься меры по предоставлению доступа к знаниям самых широких слоев населения; первоочередной целью была ликвидация неграмотности большей части енисейского крестьянства. Начавшиеся изменения были прерваны белочешским переворотом и Гражданской войной.
После освобождения от колча́ковцев в январе 1920 г., всеобщяя грамотность вернулась в число приоритетных задач. Была принята новая иерархия начального образования:
- дошкольное (с 6 до 8 лет)
- школа I ступени (с 8 лет) — в течение 5 лет
- школа II ступени (с 13 лет) — в течение 4 лет

Окончившие школу I ступени могли продолжить обучение в профессиональном училище или техникуме, для получения высшего образования требовалось сначала пройти II ступень.
В период своего становления, система всеобщего начального обучения (всеобуч) испытывала материальные трудности; об их масштабе можно судить по наполнению школьного комплекта, бесплатно выдававшегося на учебный год: 

 каждому: 12 тетрадей, 2 карандаша (черных), 1 цветной карандаш, 6 гусиных перьев;

1 ручка на четверых, 1 линейка и угольник — на восьмерых учеников
Учебных площадей катастрофически не хватало — и дети, зачастую, занимались в три или даже четыре смены. При том, что к 1920 г. в губернии было 1239 школ — только единичные располагались в предназначенных для этого зданиях. Для поиска помещений, учителей, учебного инвентаря и решения других хозяйственных вопросов в это время организовывались органы самоуправления — школьные советы. Кроме них, во многих поселениях возникали комитеты содействия школе (комсоды), состоявшие из неравнодушных к судьбе образования людей. Финансирование изначально было возложено на местные бюджеты, однако для многих из них это бремя оказалось неподъёмным и уже к 1922 г. общее число школ упало до 800. Эта ситуация вынудила правительство привлекать деньги из гос.казны, также в практику вошло прикрепление образовательных учреждений к предприятиям, организациям и ведомствам (железнодорожному и др.)

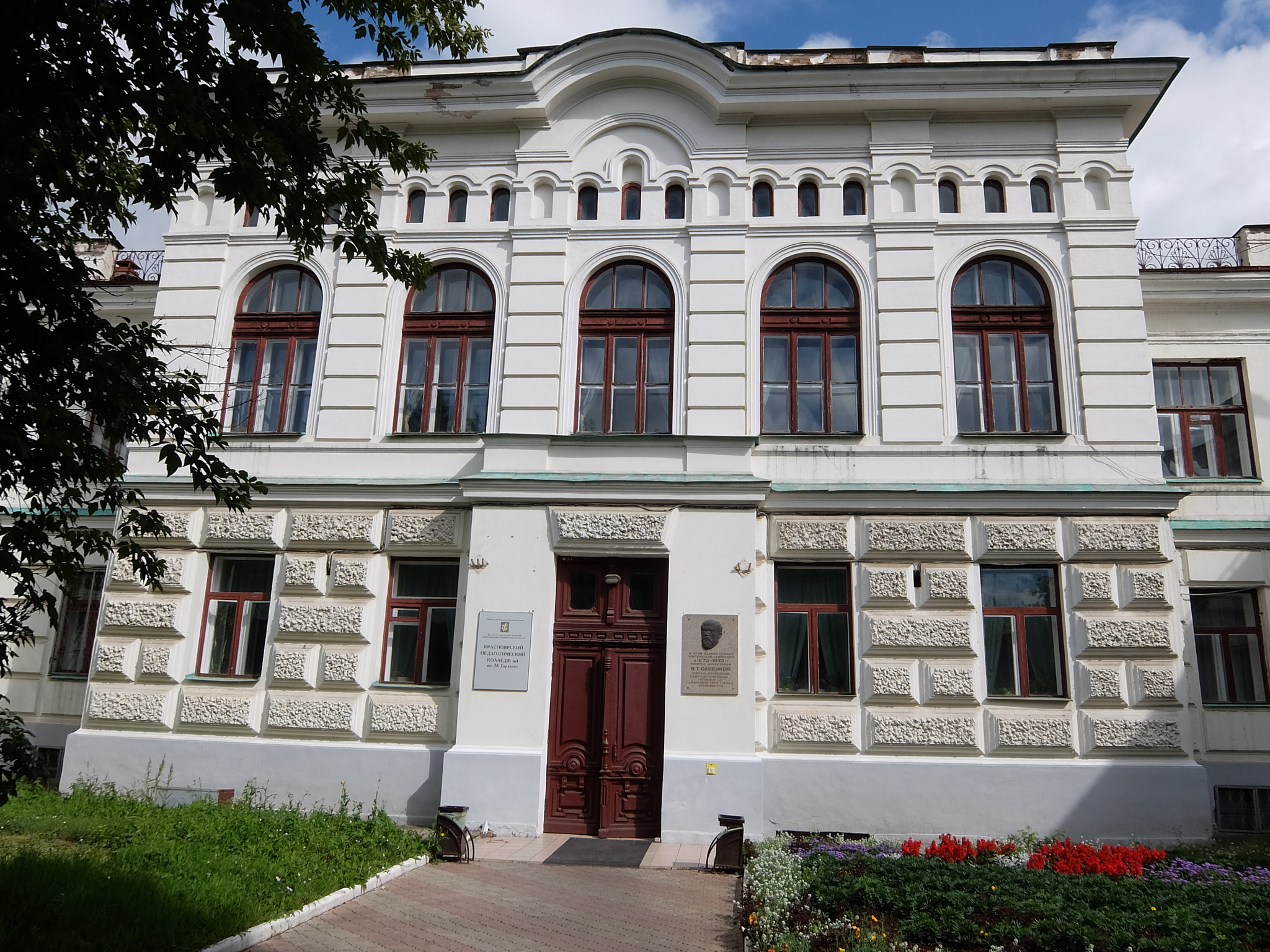
Здание учительской семинарии, которое в 1920-х годах занимали ИНО, пед.техникум № 1, школы I и II ступеней.

Для пополнения учительских кадров, понесших серьёзные потери в Гражданскую войну, на базе учительского института, учительской семинарии и учительских курсов в 1920 году в Красноярске создается Институт народного образования (ИНО); из его выпускников, оставшихся в городе, в дальнейшем сложилось ядро преподавательского корпуса Красноярского педагогического института.

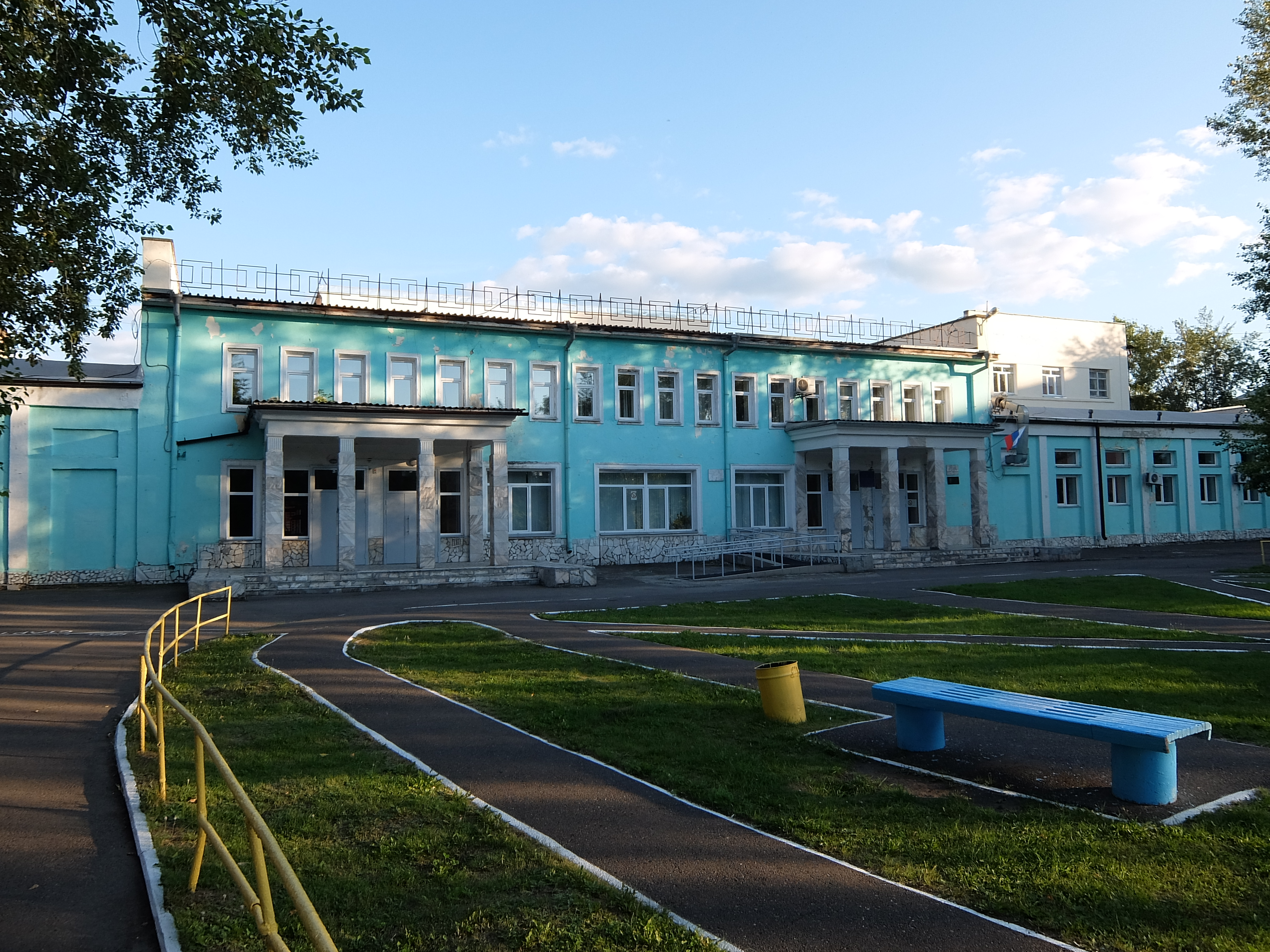
Первая каменная школа на правобережье (1935 г.)

В 1930 году стало возможным ввести обязательное обучение для всех детей, и соответствующее постановление было принято Сибкрайисполкомом. К 1933 г. был завершен переход ко всеобщему начальному образованию в сельской местности и всеобщему семилетнему обучению в городах и рабочих посёлках.
В это же время активно проводится политика Ликбеза, создаются национальные школы, где преподавание ведется на языках коренных народов края. К концу 1920-х годов число неграмотных сократилось в 4 раза по сравнению с дореволюционным уровнем, а к концу II пятилетки неграмотными остались лишь 4 % населения Красноярского края.
По переписи 1939 года в 52 общеобразовательных школах Красноярска обучалось 32200 детей.

### Профессиональное образование
В апреле 1920 года по инициативе композитора П. И. Иванова-Радкевича и при поддержке музыкальной общественности города и Енисейского отдела ГубОНО была открыта Народная консерватория — первое профессиональное музыкальное учебное заведение в Красноярском крае.
В 1930 году в городе открылось Красноярское речное училище.

### Появление высшего образования в Красноярске
7 ноября 1930 года — открыт Сибирский лесотехнический институт.
В 1932 году на базе аграрно-педагогического техникума создан Красноярский педагогический институт, расположившийся в здании бывшей женской гимназии.
В 1936 году создана Краевая станция юных натуралистов — первое краевое учреждение дополнительного образования детей.
21 ноября 1942 года на базе эвакуированных в Красноярск Ленинградских медицинского и стоматологического институтов, Воронежского медицинского института организован Красноярский медицинский институт.
В 1953 году открыт Красноярский сельскохозяйственный институт.

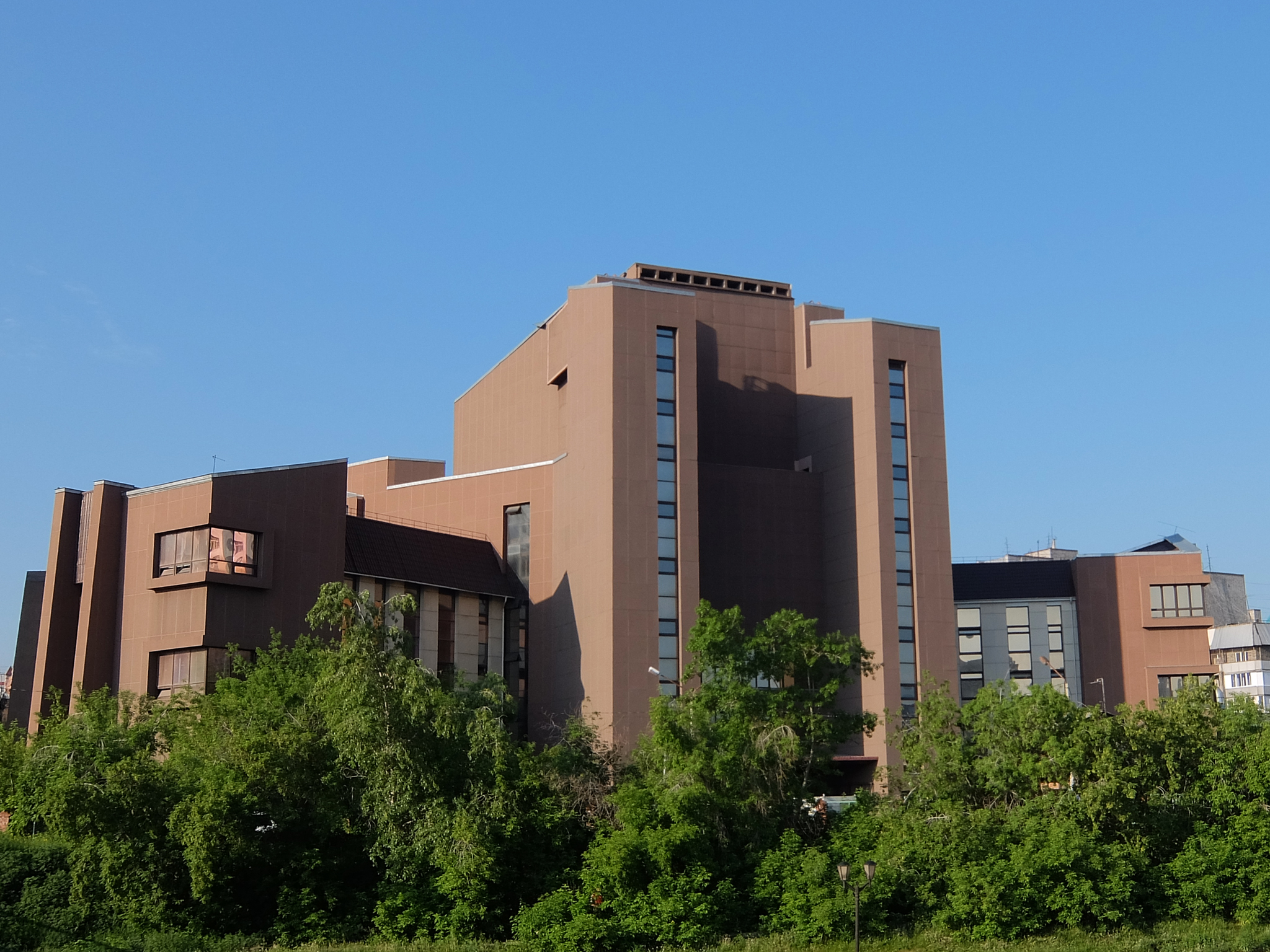
Красноярский государственный институт искусств

В 1956 году создан Красноярский политехнический институт.
1 сентября 1958 года открылось Красноярское художественное училище имени В. И. Сурикова.
В 1963 году по инициативе академика Л. В. Киренского в Красноярске создан филиал Новосибирского государственного университета, позднее объединённый с филиалом Томского государственного университета в Красноярский государственный университет.
В 1976 году группой молодых преподавателей Красноярского государственного университета создана Красноярская летняя школа.
1978 год — открылся Красноярский институт искусств.
1982 год — создан Красноярский инженерно-строительный институт.
До 1998 года существовало КВКУРЭ ПВО (Красноярское высшее командное училище радиоэлектроники противовоздушной обороны).

## XXI век

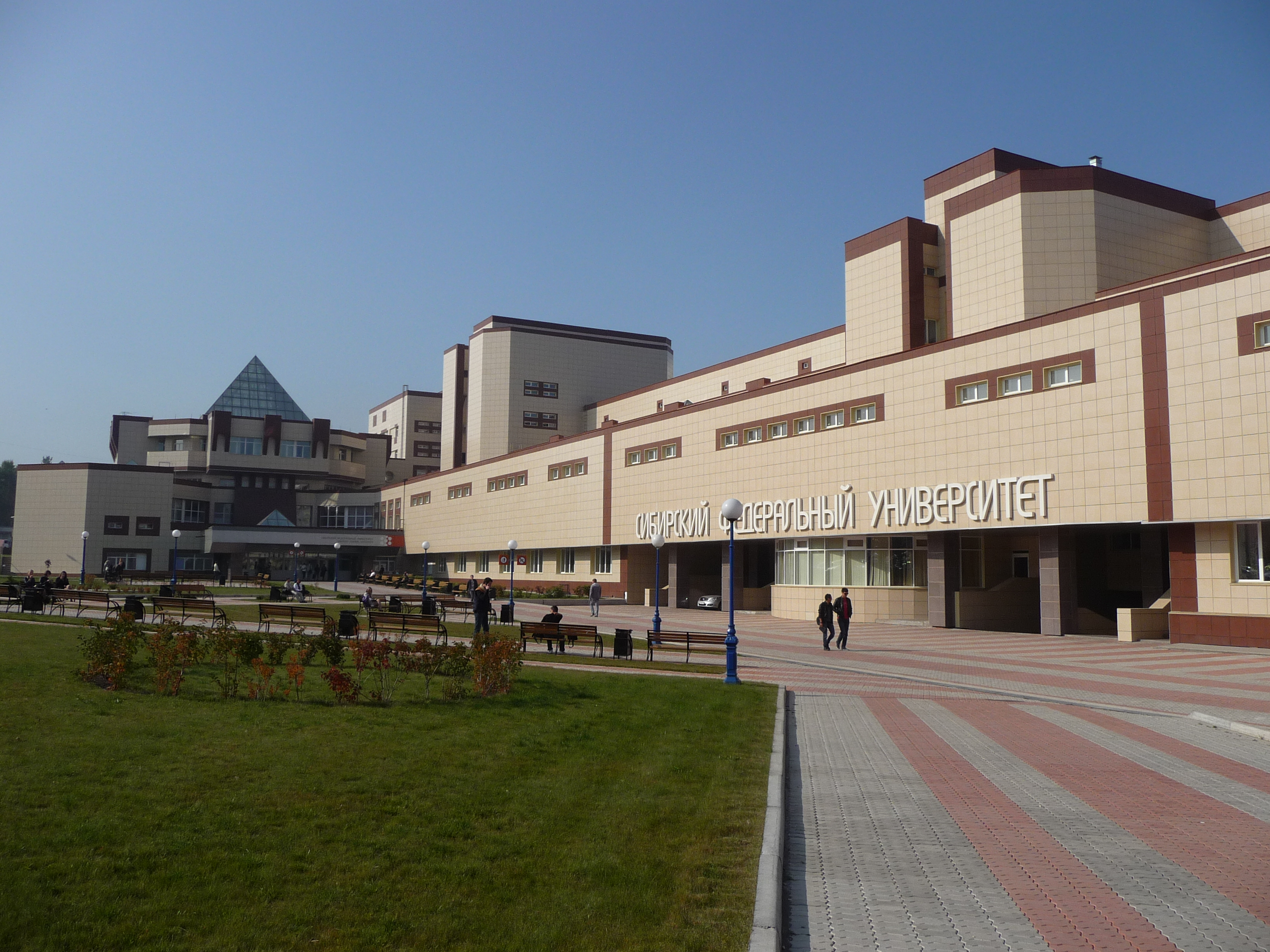
Сибирский федеральный университет

Приказом Министерства образования и науки Российской Федерации от 28 ноября 2006 года в Красноярске основан Сибирский федеральный университет, в состав которого вошли Красноярский государственный университет, Красноярский государственный технический университет, Красноярская государственная архитектурно-строительная академия и Государственный университет цветных металлов и золота. 1 сентября 2011 года — открыта Физико-математическая школа при СФУ. В 2012 году к СФУ присоединён КГТЭИ (Красноярский государственный торгово-экономический институт).
В настоящее время в Красноярске функционируют образовательные организации высшего образования:
1. ФГБОУ ВО «Красноярский государственный медицинский университет им. проф. В. Ф. Войно-Ясенецкого» Минздрава России
2. ФГБОУ ВО «Сибирский государственный университет науки и технологий имени академика М. Ф. Решетнева»
3. ФГБОУ ВО «Красноярский государственный педагогический университет им. В. П. Астафьева»
4. ФГАОУ ВО «Сибирский федеральный университет»
5. ФГКОУ ВО «Сибирский юридический институт Министерства внутренних дел Российской Федерации»
6. ФГБОУ ВО «Сибирский государственный институт искусств имени Дмитрия Хворостовского»
7. ФГБОУ ВО «Красноярский государственный аграрный университет»
8. АНО ВО «Сибирский институт бизнеса, управления и психологии»

Филиалы:
1. Красноярский институт железнодорожного транспорта — филиал ФГБОУ ВО «Иркутский государственный университет путей сообщения»
2. Красноярский филиал Федерального государственного бюджетного образовательного учреждения высшего образования «Санкт-Петербургский государственный университет гражданской авиации»
3. Красноярский институт водного транспорта — филиал ФГБОУ ВО образования «Сибирский государственный университет водного транспорта»
4. Филиал образовательной автономной некоммерческой организации высшего образования «Московский психолого-социальный университет» в г. Красноярске
5. Красноярский филиал образовательного учреждения профсоюзов высшего образования «Академия труда и социальных отношений»
6. Красноярский институт экономики — филиал частного образовательного учреждения высшего образования «Санкт-Петербургский университет технологий управления и экономики»